# حسن عبد الحسين صادق
الشيخ حسن بن عبد الحسين صادق العاملي (1892 - 1966). هو رجل دين شيعي لبناني من جبل عامل، وهو حسن بن إبراهيم بن صادق بن إبراهيم بن يحيى الطيبي المخزومي العاملي. ولد بالنجف لأسرة عاملية وعاش فيها، ثُمّ رجع إلى موطنه (لبنان) وقد رشّحته الحكومة اللبنانية للإفتاء.

## أسرته

### والده
- الشيخ عبد الحسين بن إبراهيم صادق العاملي العاملي وهو علامة وشاعر كبير ومشهور في جبل عامل.

### إخوته
1. محمد تقي صادق: رجل دين وإمام مدينة النبطية السابق، وهو في السن أصغر من أخيه حسن ولكن يُنقل في ترجمتهما أنّ محمد تقي كان متضلّعاً بالفقه أكثر من حسن، وكان حسن مُتضلّعاً بالشعر أكثر من محمد تقي.[3]
2. حبيب صادق: سياسي ومثقف وباحث وكاتب له العديد من المؤلفات ورئيس المجلس الثقافي للبنان الجنوبي.

### أصهاره
1. عبد الكريم حسن صادق (1890 - 1972):[4] رجل دين وشاعر وأديب، ولد في الخيام عام 1890، ودرس في مدرسة خاله الشيخ عبد الحسين إبراهيم صادق و تزوج ابنته، ثم انتقل إلى النبطية مع خاله وتابع دراسته عليه. في العام 1909 سافر إلى العراق وسكن النجف ودرس على أبي الحسن الأصفهاني ومحمد حسين النائيني والآخوند الخرساني، وقد أجازوه. عاد إلى موطنه عام 1924 وسكن الخيام وسعى لإقامة ناد حسيني فيها، توفي ودفن في الخيام في العام 1972. له من المؤلفات[5] كتاب في رحاب الخيام، كما أن له ديوان شعري من جمع وتحقيق الأستاذ حبيب صادق. والجدير بالذكر أن حسن صادق والد الشيخ عبد الكريم هو زوج أخت الشيخ عبد الحسين صادق وهو غير الشيخ حسن ابن عبد الحسين صادق.

## ولادته ودراسته
ولد بمدينة النجف بجنوب العراق سنة 1306 هـ (الموافق 1892 م)، حيث كان والده مقيماً هناك للدارسة في الحوزة العلمية. تعلّم مبادئ العلوم الدينية وهو في سن مبكرة، ودرس الفقه والأصول على بعض الأساتذة المعروفين منهم: شيخ الشريعة الأصفهاني ومحمد كاظم الطباطبائي اليزدي.

## عودته إلى جبل عامل
عاد إلى موطنه الاصلي في جبل عامل ( جنوب لبنان) موطن آبائه، فأسس مدرسة في بلدته الخيام تخرّج منها محمد حسين شمس الدين والشيخ علي مهدي شمس الدين وعبد الحسين العبد الله، ثم رشحته الحكومة اللبنانية للإفتاء هناك.

## مؤلفاته
له عدد من المؤلفات منها:
1. المضامير: وهو شرح مطولة شعرية لوالده.
2. عفر الظباء: شرح مطولة شعرية لوالده.
3. سفينة الحق.

## وفاته
توفي في العام 1966 ميلادي (1384 هجرية) في بلدة الخيام ودفن فيها.

### وصلات خارجية
- ترجمة حسن صادق في معجم البابطين.

### الكتب
- أدب الطف. جواد شُبّر، طبع بيروت - لبنان، تاريخ الطبع مفقود، منشورات مؤسسة الأعلمي للمطبوعات.
- عاشوراء في الأدب العاملي المعاصر. د. حسن نور الدين، طبع بيروت - لبنان، 1988 م، منشورات الدار الإسلامية.
- دليل جنوب لبنان كتابا. طبع بيروت - لبنان، تاريخ الطبع مفقود، منشورات المجلس الثقافي للبنان الجنوبي.

### إشارات مرجعية
1. ↑  تاريخ الولادة حسب (دليل جنوب لبنان كتابا) هو 1892 ميلادي، أما في (معجم البابطين) فتاريخ ولادته هو 1888 مـ.
2. ↑  شبّر، جواد. أدب الطف - ج10. ص. 209.
النسخة الإلكترونية نسخة محفوظة 31 أكتوبر 2013 على موقع واي باك مشين.
3. ↑  شبّر، جواد. أدب الطف - ج10. ص. 210.
النسخة الإلكترونية نسخة محفوظة 31 أكتوبر 2013 على موقع واي باك مشين.
4. ↑  عاشوراء في الأدب العاملي المعاصر - حسن نورالدين - صفحة 129
5. ↑  دليل جنوب لبنان كتابا - المجلس الثقافي للبنان الجنوبي - صفحة 280 - الرقم 469
6. ↑  دليل جنوب لبنان كتابا - المجلس الثقافي للبنان الجنوبي - صفحة 267 و 266
7. ↑  تاريخ الوفاة حسب (دليل جنوب لبنان كتابا) هو1966 ميلادي، اما في معجم البابطين فتاريخ وفاته هو 1964 ميلادي.